# T-15 Armata

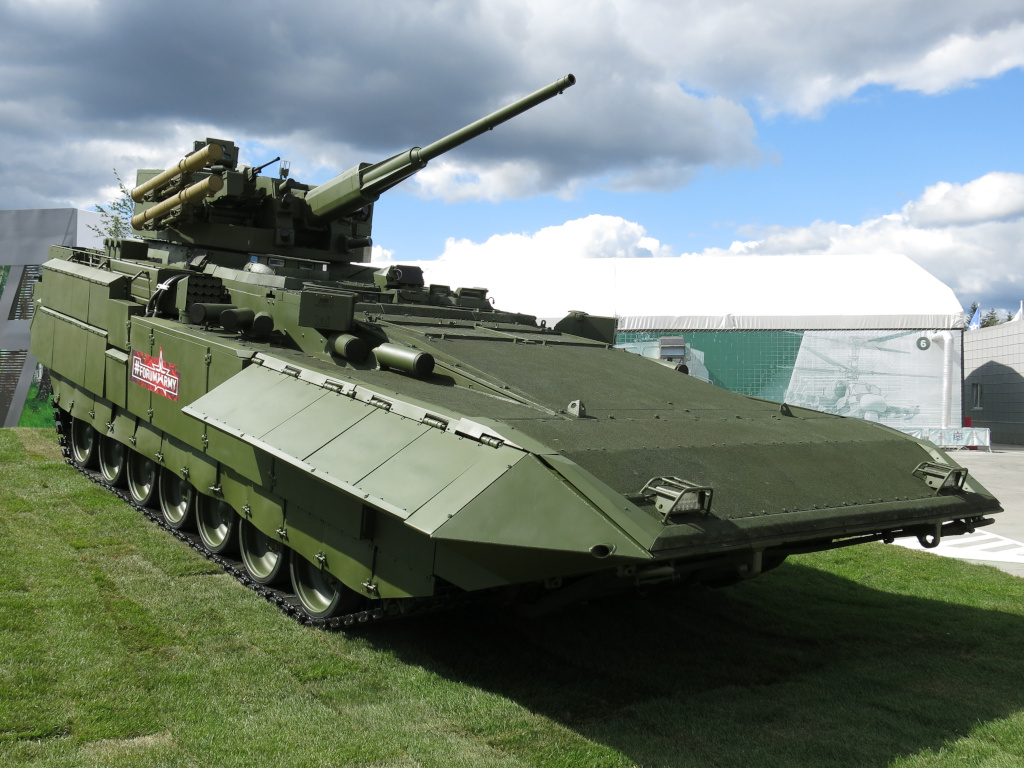
Un T-15 equipaggiato con torretta AU-220M e cannone da 57 mm, Army 2018.

Il T-15 Armata (in cirillico: T-15 Армата), più raramente Oggetto 149, è un veicolo da combattimento della fanteria, in fase di sviluppo, di fabbricazione russa basato sulla piattaforma universale Armata, che condivide con il carro armato di terza generazione T-14 Armata assieme ad una nutrita suite di sensori.
Progettato per fornire supporto in prima linea ai carri da combattimento, è in grado di trasportare sul campo di battaglia fino a 9 soldati equipaggiati. Dotato di corazza reattiva ed un armamento pesante comprensivo di missili contro-carro, è stato mostrato per la prima volta in pubblico il 9 maggio 2015 in occasione del 70º anniversario della vittoria sovietica sulla Germania nazista.
Si presume che il T-15 andrà a sostituire nei ranghi delle forze armate russe, le versioni più obsolete dei mezzi di epoca sovietica, tra cui BMP-2 ed MT-LB.
Al 2021, ne è attesa la consegna dei primi esemplari in virtù di un contratto siglato dal Ministero della difesa russo nel 2018.

## Caratteristiche

### Armamento
Il T-15 Armata può essere equipaggiato con due diversi moduli, che comprendono due differenti configurazioni della torretta.
La prima soluzione è rappresentata dalla torretta remotizzata Bumerang-BM, che presenta un cannone automatico 2A42 da 30 mm, una mitragliatrice PKT da 7,62 mm e quattro missili anticarro Kornet-M distribuiti a coppie in contenitori sigillati su entrambi i lati.
La seconda soluzione comprende invece la torretta remotizzata AU-220M Baikal, che dispone di un cannone automatico BM-57 da 57 mm e di 4 missili anticarro guidati Ataka o Kinzhal nonché una mitragliatrice PKT da 7,62 mm.

### Mobilità
Come il T-14, anche il T-15 è basato sulla Armata Universal Combat Platform ma, a differenza del T-14, il motore è posizionato nella parte anteriore, a difesa dell'equipaggio. È alimentato da un motore diesel multifuel di nuova generazione con una potenza da 1.500 cv accoppiato ad una trasmissione automatica idro-meccanica. Con un peso di circa 48 tonnellate, ha rapporto peso-potenza di oltre 30 cv/t.

### Protezione
Protetto da un'armatura reattiva, il T-15 impiega anche un sistema di protezione attiva del tipo Afganit (russo: Афганит) dotato di una serie di lanciatori disposti lungo lo scafo. Quattro lanciatori sono di tipo soft-kill, ossia lanciano granate fumogene che disturbano i sistemi di guida ottica e ad infrarossi dei missili in avvicinamento, mentre cinque tubi di lancio sono del tipo hard-kill  che intercettano fisicamente il proietto. A ciò si aggiunge una corazzatura in acciaio e ceramica in piastre composite ed il nuovo sistema Malakhit. Il mezzo è rivestito di una vernice speciale che riduce significativamente la propria firma a infrarossi. La scocca è rinforzata da una piastra corazzata aggiuntiva per fornire protezione contro mine e IED, e presenta un sistema di jamming per i dispositivi radiocomandati. Il T-15, infine, può operare in ambienti NBC.

## Utilizzatori
Russia
- Forze terrestri russe

12 esemplari di pre-serie di T-15 consegnati nel 2015. Un numero imprecisato di esemplari è incluso in una fornitura di 132 mezzi corazzati siglata nel 2018.